# Armia Boga (film)
Armia Boga (ang. The Prophecy) – amerykański film fabularny (horror) z 1995 roku.

## Obsada
- Christopher Walken jako Gabriel
- Elias Koteas jako Thomas Daggett
- Virginia Madsen jako Katherine Henley
- Eric Stoltz jako Simon
- Viggo Mortensen jako Lucyfer
- Amanda Plummer jako Rachael
- Moriah Snyder jako Mary
- Adam Goldberg jako Jerry
- Steve Hytner jako Joseph

## Fabuła
W niebiosach wybucha straszliwa, przepowiedziana w sekretnym rozdziale Biblii, wojna między zastępami aniołów. Przyczyną konfliktu są ludzie, którzy zajęli miejsce aniołów i odebrali im bożą łaskę. Zastępy Gabriela zstępują na ziemię, aby rozpętać piekło i zdobyć duszę najstraszliwszego człowieka, który kiedykolwiek istniał. Ale anioł Szymon ukrywa pożądaną przez Gabriela duszę w ciele małej dziewczynki Marii. W konflikt między aniołami wplątany zostaje Thomas Dagget, policjant i były ksiądz. Ponieważ stoi na drodze, musi albo walczyć albo przyłączyć się do jednej ze stron. Niespodziewanie dla wszystkich pojawia się nagle dawny ulubieniec Boga, strącony anioł światłości, Lucyfer.